# Chrysichthys levequei
Chrysichthys levequei és una espècie de peix de la família dels claroteids i de l'ordre dels siluriformes.

## Morfologia
Els mascles poden assolir els 16,2 cm de llargària total.

## Distribució geogràfica
Es troba a Àfrica: Guinea.